# University of Botswana
University of Botswana (UB) är ett universitet i Botswana, grundat 1982. Dess campus finns i Gaborone, Francistown och Maun. 

## Kända alumner
- Bogolo Kenewendo, ekonom och politiker.
- Ian Khama, landets president 2008-2018.
- Mokgweetsi Masisi, landets nuvarande president.
- Siyanda Mohutsiwa, satirisk skribent och talare.

### Kända lärare
- Alexander McCall Smith, jurist och författare

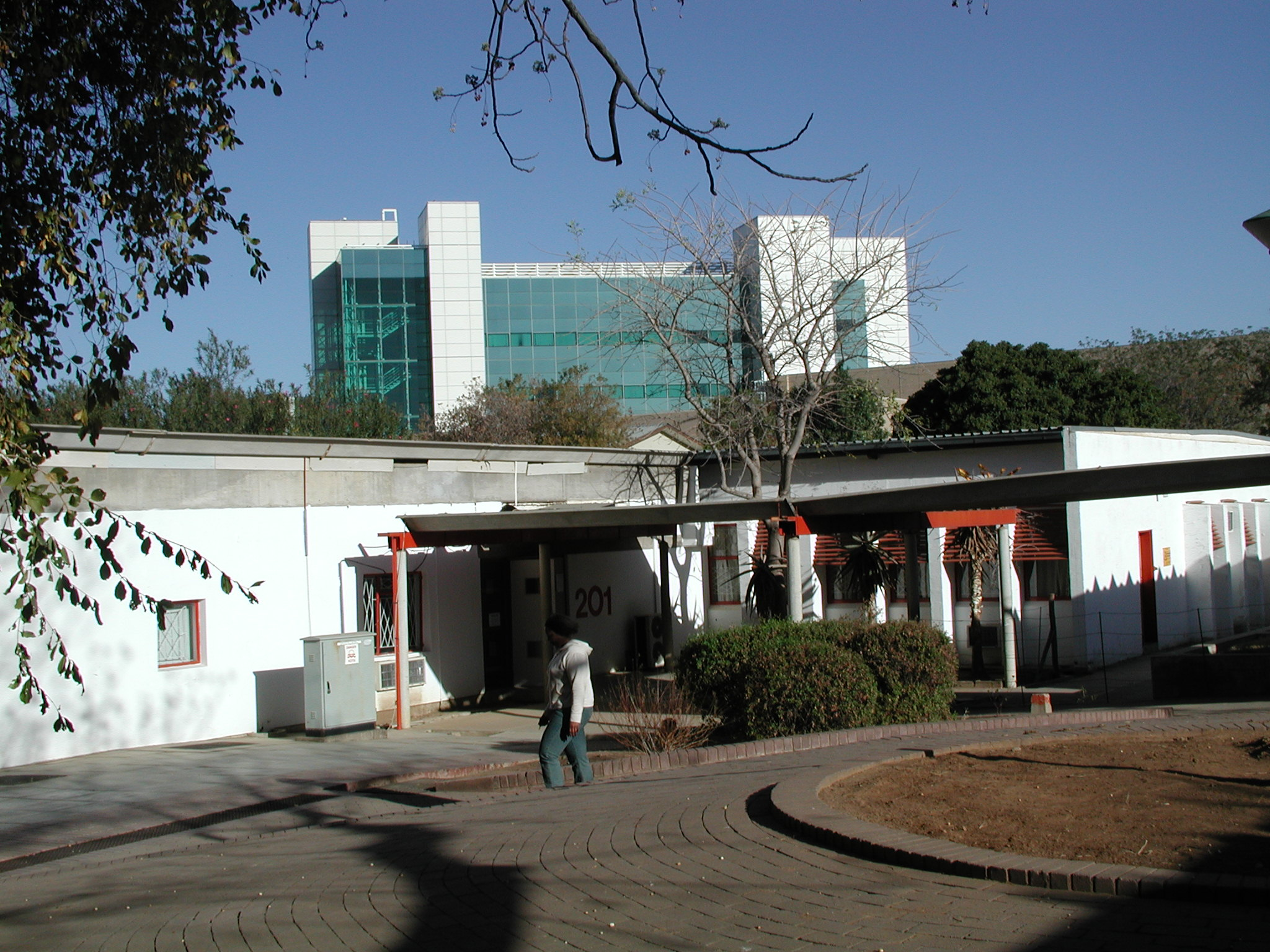
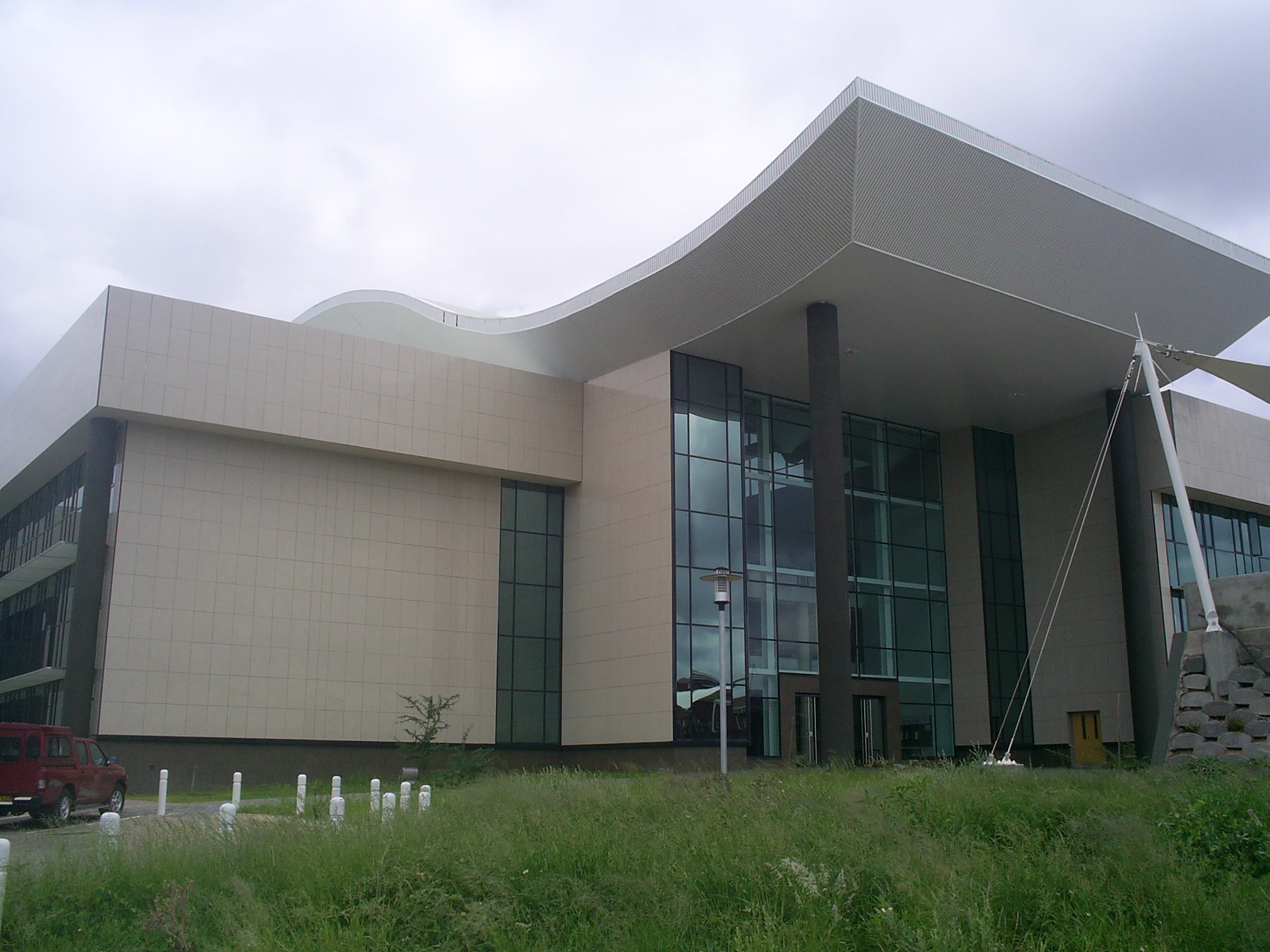
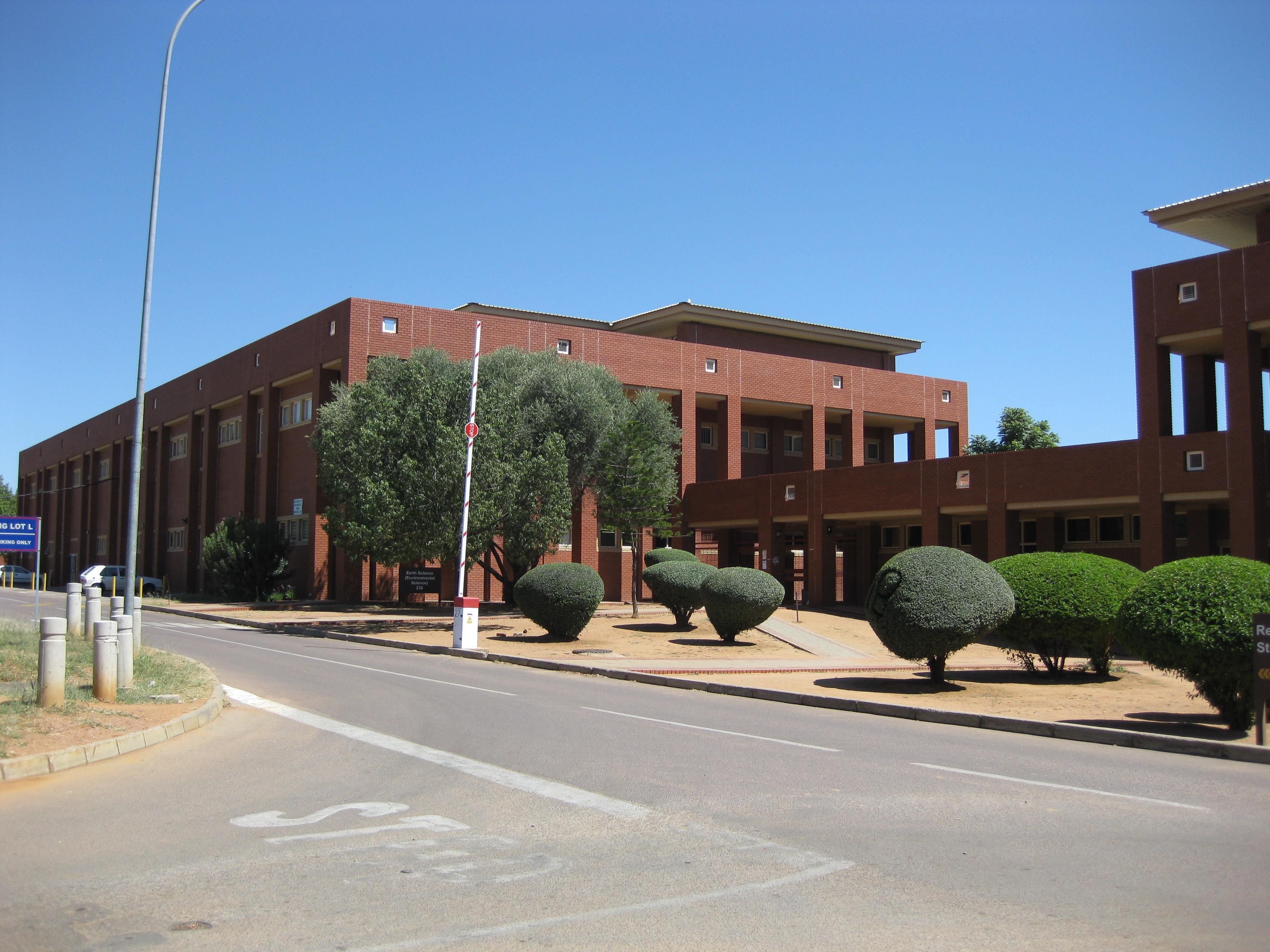